# Hiaure
Hiaure (en frison : De Lytse Jouwer) est un village de la commune néerlandaise de Noardeast-Fryslân, situé dans la province de Frise.

## Géographie
Le village est situé dans le nord de la Frise, au nord de Dokkum.

## Histoire
Hiaure fait partie de la commune de Westdongeradeel avant 1984 puis de Dongeradeel avant le 1er janvier 2019, où celle-ci est supprimée et fusionnée avec Ferwerderadiel et Kollumerland en Nieuwkruisland pour former la nouvelle commune de Noardeast-Fryslân.

## Démographie
Le 1er janvier 2018, le village comptait 65 habitants.